# William Calley
William Laws Calley, Jr. ( 8 de junio de 1943-28 de abril de 2024)fue un oficial del Ejército de los Estados Unidos y criminal de guerra estadounidense, que participó en la guerra de Vietnam. Fue hallado culpable de ordenar la Matanza de My Lai el 16 de marzo de 1968. Fue juzgado y encontrado culpable, pero luego de tres años fue indultado por el entonces presidente Richard Nixon.

## Biografía
Calley cursó su entrenamiento básico en Fort Benning, Georgia, así como un entrenamiento personalizado en Fort Lewis, Washington. Fue aceptado en la Officer Candidate School, comenzando un curso para oficial a mediados de marzo de 1967. Tras su graduación el 5 de septiembre de 1967, fue designado como Teniente Segundo de Infantería.
Calley fue asignado a la Compañía C, 1.er Batallón, 20º Regimiento, 11.ª Brigada de Infantería y pasó otro curso en Hawái antes del despacho de la brigada a Vietnam.

## Masacre de My Lai

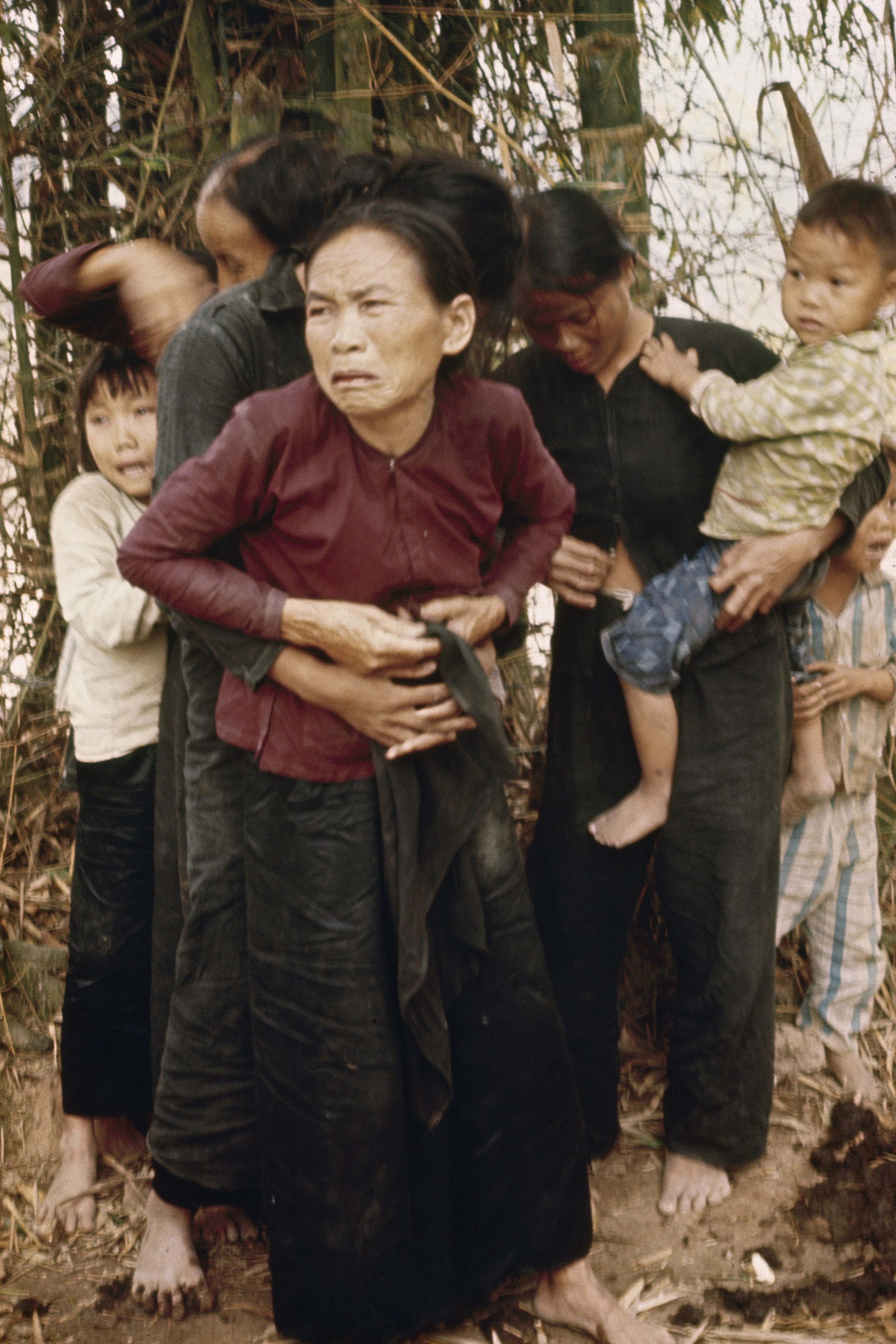
Mujeres y niños no identificados después de la masacre de My Lai. Según testimonio, fueron tiroteados momentos después de tomarse la foto

El 16 de marzo de 1968 las tropas de Estados Unidos lanzaron una operación en la región de Son My en la búsqueda de vietcongs. Al segundo teniente (equivalente a alférez) William Calley y su sección le fue asignada la zona My Lai. Al llegar a la zona de aterrizaje los helicópteros dejaron a los soldados y se desplazaron a la posición de espera. A lo largo de cuatro horas, Calley y sus hombres violaron a las mujeres y las niñas, mataron el ganado y prendieron fuego a las casas hasta dejar el poblado arrasado por completo. Para terminar, reunieron a los supervivientes en una acequia.

## Juicio
Posteriormente, mientras la investigación avanzaba, su imagen empeoró. Varios miembros de su pelotón dijeron a los investigadores del Ejército que carecía de sentido común y que era incapaz de usar un mapa o una brújula. Calley fue acusado el 5 de septiembre de 1969, de seis cargos de asesinato premeditado, siendo hallado culpable y sentenciado a cadena perpetua por el asesinato de 22 personas en una masacre ejecutada por soldados de Estados Unidos en la que murieron 500 hombres, mujeres y niños. Richard Nixon le conmutó la sentencia tres años más tarde.
El proceso judicial por este crimen de guerra empañó el nombre del ejército estadounidense, el cual fue sospechoso de encubrir y ocultar pruebas. El juicio culminó con la absolución del capitán Ernest Medina, quien estaba a cargo de la Compañía, y de otros 29 oficiales que habían sido juzgados.
Posteriormente, el 23 de agosto de 2009 Calley pidió perdón por lo ocurrido.

## Muerte
Calley falleció el 28 de abril de 2024 en Gainesville, Florida, a los 80 años de edad. La noticia de su muerte se reportó tres meses más tarde, el 29 de julio de 2024, después de que un estudiante graduado de la Escuela de Derecho Harvard descubriera su acta de defunción en documentos públicos.